# Alfons Borrell i Palazón
Alfons Borrell i Palazón (Barcelona, 3 de juny de 1931 - Sabadell, 6 d'octubre de 2020) fou un pintor abstracte català. La pintura abstracta d'Alfons Borrell és considerada com una de les més importants de les que s'han produït a Catalunya. La seva obra ha rebut el suport de crítics com Juan Eduardo Cirlot, Alexandre Cirici, Maria Lluïsa Borràs, Maria Josep Balsach, Pilar Parcerisas, Manuel Guerrero i Brullet i els escriptors i artistes Joan Brossa, Vicenç Altaió, Joaquim Sala-Sanahuja o Perejaume i Oriol Vilapuig.

## Biografia
El 1940 la seva família es va traslladar a Sabadell, ciutat on Alfons Borrell va viure des dels 9 anys. Després de fer diverses feines ocasionals, el 1950 va completar el servei militar al Port de Pollença (Mallorca), on va assistir al taller d'Hermen Anglada Camarasa i sovintejà amb pintors mitjans de Mallorca. De retorn a Sabadell el 1952, va treballar a la rellotgeria familiar. A Barcelona, va fer dos cursos lliures de dibuix al natural a l'Escola de Belles Arts de Sant Jordi, on el 1953 va conèixer la que seria la seva dona, Rosa. Entre 1953 i 1959 va participar en el Saló Biennal de Belles Arts que organitzava l'Acadèmia de Belles Arts de Sabadell i es presentava a la Caixa d'Estalvis de Sabadell.
El 1955 Borrell evolucionà des de la figuració fins a l'expressionisme abstracte. El mateix any, participà amb Joaquim Montserrat en la creació de la Sala d'Art Actual a l'Acadèmia de Belles Arts de Sabadell i el 1957 va col·laborar a la revista Riutort, dirigida per Andreu Castells, a Sabadell. El 1959 va conèixer Juan-Eduardo Cirlot, el qual més endavant li dedicà un assaig.
El 1969 formà part del Grup Gallot, amb Antoni Angle, Llorenç Balsach i Grau, Joan Josep Bermúdez, Manuel Duque, Josep Llorens, Joaquim Montserrat i Lluís Vila Plana, seguint el corrent de l'Action painting, tot realitzant diverses accions al carrer, a Sabadell i a Barcelona. Convidat pel crític d'art Alexandre Cirici Pellicer, va participar en l'exposició inaugural del primer Museu d'Art Contemporani de Barcelona, a la cúpula del Cinema Coliseum. Es casà amb la Rosa i en els propers anys van néixer els seus tres fills (Jordi, Ricard i Anna).
A principis del 60 començà una dècada de recerca i d'investigació, que el portà a la simplificació de la forma i el color. El 1971 va participar en la creació de la Sala Tres de Sabadell. El 1973 va treballar en l'ordre i les simetries, amb una producció en la qual destaquen canvis en els materials i en la manera d'utilitzar-los: va adoptar la pintura acrílica en substitució de l'oli.
El 1975 va tenir lloc la primera exposició retrospectiva de la seva obra, a Sabadell. L'any següent va participar en l'exposició "pintura I" a la Fundació Joan Miró, on va sorgir com un dels principals representants de la nova generació de pintors catalans influïts per l'obra de Joan Miró, Antoni Tàpies o Albert Ràfols-Casamada.
L'any 1977 entrà en contacte amb Lluís Maria Riera, director artístic de la Galeria Joan Prats, i conegué Joan Brossa, inici d'una fecunda amistat.
El 1978 Borrell va presentar una exposició individual a l'espai 10 de la Fundació Joan Miró i col·laborà en la revista Èczema. Va ser seleccionar per participar en l'exposició "Seny i rauxa. 11 artistes catalans", al Centre Georges Pompidou de París. El 1979 va començar a exposar regularment a la Galeria Joan Prats de Barcelona (1982, 1986, 1990, 1992, 1994...) i des de llavors les seves obres s'han exhibit en importants esdeveniments a França, a Alemanya, els Estats Units i el Japó.
El 1982 Borrell realitzà tres dissenys per al Teatre Estable a Sabadell. Entre 1983 i 1996 va ser professor de pintura a l'Escola Illa, escola municipal d'arts i oficis de Sabadell. El 1986 va presentar un projecte d'espai públic a Sabadell, que no es va acabar duent a terme. El 1987 va realitzar la seva primera exposició individual a París. La seva crisi després de la mort de la seva dona Rosa, el 1988, va donar com a resultat l'evolució de la seva pintura en el sentit d'un radicalisme formal.
El 1993 va realitzar un llibre (Trasllat) amb Joan Brossa. El 1996 realitzà l'exposició itinerant per Catalunya "Alfons Borrell o l'aura de la pintura". El 1997 formà part de l'exposició "Pintura dels setanta a Barcelona. Superfície i color", al Museu d'Art Contemporani de Barcelona.
Borrell va participar el 2003 en l'exposició del 25è aniversari de la Fundació Joan Miró. El 2006 es va inaugurar al Centre Cultural Tecla Sala de l'Hospitalet de Llobregat l'exposició retrospectiva "Alfons Borrell o la celebració del color", que itinerà al Museu d'Art de Sabadell el 2007.
El 2008 la Galeria Sis de Sabadell va fer una revisió de l'obra de Borrell sobre paper entre els anys 1960 i 1980. El 2010 el pintor exposà a la Galeria Joan Prats-Artgràfic, on es presentà el llibre d'artista Vocals, amb poemes d'Arthur Rimbaud i editat per Edicions Origami. El MACBA adquirí, per a la seva col·lecció, un conjunt de dibuixos de Borrell de finals dels anys setanta, els quals formaren part de l'exposició sobre els seus fons que es presentà a Barcelona i a Corea. Aquest mateix any, l'Ateneu Barcelonès, coincidint amb la remodelació i restauració de l'edifici de la seva seu, li encarregà una obra permanent de grans dimensions per a l'entrada de l'auditori.
El 2011 realitzà Trànsit boreal amb Josep M. Mestres Quadreny, un nou projecte editorial de tinta invisible. Coincidint amb el seu 80è aniversari, la Fundació Palau de Caldes d'Estrac presentà una revisió de l'obra sobre paper del 1956 al 2010, exposició que es presentà al Museu d'Art de Sabadell el 2013, any que va veure la llum Reconèixer Borrell –dirigit per Aleix Gallardet i produït per Pirinaigua Audiovisuals–, un documental sobre la trajectòria i la persona d'Alfons Borrell.
L'any 2012 va ser un dels autors, junt amb els pintors sabadellencs Fina Miralles, Xavier Oriach i Agustí Puig i el ceramista Lluís Clapés, d'un plat d'art per al Memorial Àlex Seglers.
El 2014, dins la VII Nit del Galerisme, va rebre el Premi GAC organitzat per les tres associacions de galeries del país: el Gremi de Galeries d'Art de Catalunya, l'Associació Art Catalunya i l'Associació Art Barcelona. Va obtenir el guardó honorífic en reconeixement de la seva trajectòria i al seu “paper clau” en la difusió de l'art. Els darrers anys va continuar pintant i vivint a Sabadell, on preparava un projecte d'intervenció a l'espai públic, al centre de la ciutat. De juliol a setembre de 2015 la Fundació Miró presentà una antològica que duia per títol Alfons Borrell. Els treballs i els dies, on es van exposar més de 200 peces i icones, que repassaven 60 anys de la carrera de Borrell. L'última exposició la va fer a l'Acadèmia de Belles Arts de Sabadell. Poc abans de morir, es va presentar en societat el projecte Capella Blava, una intervenció artística a les parets de la capella –ara secularitzada– de l'antic monestir de les Carmelites (barri de Covadonga de Sabadell).
Conserven obra d'Alfons Borrell la Fundació Palau de Caldes d'Estrac, la Col·lecció Gelonch Viladegut, el Museu d'Història de la Ciutat de Girona, el Museu de Terrassa, la Biblioteca-Museu Víctor Balaguer i el Museu d'Art de Sabadell.

## Anàlisi
Segons Oriol Vilapuig, la pintura d'Alfons Borrell demana formes d'experimentació més que codis d'interpretació; reclama una aproximació fenomenològica més que psicològica. Els seus quadres i dibuixos no es presenten com objectes aïllats sinó com una manifestació que s'obre al lloc. Borrell travessarà el grup Gallot de manera obliqua, amb l'angulació que li donava la seva experiència particular. Aquesta línia obliqua es traça en aquest segon espai a partir de dos punts: l'obra abstracta de mitjans dels anys cinquanta, anterior a Gallot, i la seva obra posterior, que es consolida com un llenguatge propi a mitjans dels anys setanta.
Per a Vilapuig, l'obra de Borrell es mou entre un moviment constant d'obertura i replegament, on es troba la seva força. Una obertura que porta implícita una idea de desbordament en la impossibilitat de fixar allò que es resisteix a ser fixat. Algunes de les seves obres es poden definir com un moviment d'obertura vers la natura entesa com a força dinàmica en transformació constant, mentre que d'altres són representació d'un espai d'ordre i contenció dins un llenguatge que es replega en ell mateix. En aquests casos, Borrell renuncia al color i la utilització del blanc i el negre com a únics elements, que sobretot es produeix en els treballs de finals dels setanta, però que ja es donava en les obres abstractes de finals dels cinquanta, reforcen aquesta actitud més continguda. També a finals dels anys setanta, l'obra de Borrell emprèn una via vers el llenguatge de l'abstracció d'una radicalitat i una singularitat particulars dins el context artístic del moment.
Cap a finals de la dècada dels setanta i en tot el treball posterior de Borrell apareix d'una manera reiterada la voluntat d'acotar un espai a partir d'una forma quadrada o més aviat rectangular. L'aparició d'aquesta forma, que actua en alguns casos com a presència i en d'altres com a absència, proposa una reflexió sobre l'experiència dels límits. Aquesta manera d'entendre l'obra com un espai per recórrer-ne els límits (físics i de llenguatge) es manifesta com una constant en tota la producció de Borrell.
El color per a Borrell no és tant una qualitat de l'objecte com un subjecte en si mateix. Es mou i fluctua, viu i canviant, surt del seu marc i ho envaeix tot. El taronja, el color en què se centra aquest àmbit d'estudi, és un color habitual en la seva obra i té per ell connotacions simbòliques: representa la llum de l'alba que dona sentit a allò que neix com a forma de vida i d'esperança; la llum que inicia els dies i propicia els treballs.

## Exposicions

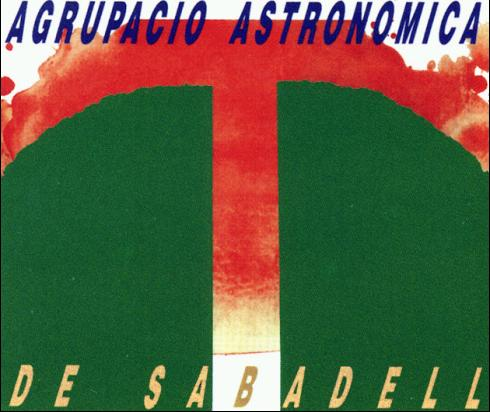
Logotip de l'Agrupació Astronòmica de Sabadell, obra d'Alfons Borrell

### Individuals
- 1958 - Sala d'Art Actual, Sabadell.[8][7]
- 1959 - Ateneu Barcelonès, Barcelona.
- 1978 - Espai 10, exposició individual a la Fundació Joan Miró de Barcelona.
- 1979 - Des d'aquest any, ha exposat regularment a la Galeria Joan Prats de Barcelona.
- 1987 - Galeria Anne Marie de Sacy de París.
- 1988 - Galeria Joan Prats Nova York Exposicions, a Nova York.
- 1990 - Galeria Francony de Tòquio, Galería Lina Davidov de París i a la Lucy Berman Gallery de Palo Alto, Califòrnia.
- 1996 - Exposició itinerant per Catalunya Alfons Borrell o l'aura de pintura.
- 2006 - Retrospectiva Alfons Borrell o la celebració del color, al Centre Cultural Tecla Sala de l'Hospitalet de Llobregat.
- 2007 - Retrospectiva Alfons Borrell o la celebració del color, al Museu d'Art de Sabadell.
- 2011 – Alfons Borrell. Obra sobre paper 1956-2010, a la Fundació Palau.
- 2013 - Alfons Borrell. Obra sobre paper 1956-2010, al Museu d'Art de Sabadell.
- 2015 - Alfons Borrell. Els treballs i els dies, Fundació Joan Miró. (comissariada per Oriol Vilapuig)[22][23][30]

### Col·lectives
- 1950 - Acadèmia de Belles Arts de Sabadell.[7]
- 1953 - Primer Saló Biennal de Belles Arts, Caixa d'Estalvis de Sabadell.[7]
- 1954 - Exposició del concurs no professional, Acadèmia de Belles Arts de Sabadell.[7]
- 1954 - Acadèmia de Belles Arts de Sabadell.[31]
- 1955 - Segona Biennal de Belles Arts, Caixa d'Estalvis de Sabadell.[7]
- 1957 - Acadèmia de Belles Arts de Sabadell.[32][7]
- 1957 - Tercer Saló Biennal de Belles Arts, Caixa d'Estalvis de Sabadell.[7]
- 1958 - Acadèmia de Belles Arts de Sabadell, junt amb P. Valls Bonet i Josep Llorens.[7]
- 1959 - Quart Saló Biennal de Belles Arts, Caixa d'Estalvis de Sabadell.[7]
- 1960 - Museu d'Art Contemporani de Barcelona. Cúpula del Coliseum, Barcelona.
- 1961 - 4ème Biennale d'Alexandrie. Musée des Beaux-Arts, Alexandria.
- 1976 - Pintura 1, Àmbit de Recerca, Fundació Joan Miró, Barcelona.
- 1978 - Seny i rauxa. 11 artistes catalans. Centre Georges Pompidou, Musée national d'art moderne, París.
- 1980 - 100 años de Cultura Catalana. Palacio de Velázquez, Parc del Retiro, Madrid.
- 1983 - Borrell, Casamada, Guinovart, Pijuan, Tàpies. Katalonien. Galerie Atelier Hilbur Karlsruhe, Karlsruhe, Alemanya.
- 1988 - Spanish Artists, Flanders Contemporary Art, Minneàpolis.
- 1988 - New York Spain, Museum of Contemporary Art, Filadèlfia.
- 1997 - Pintura dels setanta a Barcelona. Superfície i color. Museu d'Art Contemporani de Barcelona (MACBA), Barcelona.

## Premis i reconeixements
- 1950 - Primer premi de pintura a la Setmana de la Joventut de Sabadell[8]
- 2014 - Premis GAC.

## Estudis
Alfons Borrell va tenir diversos estudis a Sabadell:
- 1953-1976: Estudi al passeig de la Plaça Major, 51
- 1976-1977: Estudi al carrer de la Salut, 60
- 1977-1990: Estudi al carrer del Convent
- 1990-2020: Estudi al carrer de Borgonyó, 46[9]